# جيري بيرن
جيري بيرن (بالإنجليزية: Gerry Byrne) (مواليد 29 أغسطس 1938 في ليفربول - 28 نوفمبر 2015 في ويلز)، كان لاعب كرة قدم إنجليزي كان يلعب كمدافع. سبق له أن لعب في كأس العالم لكرة القدم مع منتخب بلاده.

## مسيرته الكروية
لعب جيري بيرن خلال مسيرته الاحترافية مع نادِ واحدٍ في اثنا عشر موسمًا وسجل خلالها هدفين أثنين ضمن 274 مباراة. حيث فاز في موسم واحد بالكأس وفي موسمين بالدوري.
خاض جيري بيرن مسيرته مع نادي ليفربول في موسم 1957–58 ليلعب معه اثنا عشر موسمًا، مشاركًا في 274 مباراة سجل خلالها هدفين.

## وصلات خارجية
- جيري بيرن على موقع الاتحاد الدولي (مؤرشف)  (الإنجليزية)
- جيري بيرن على موقع قاعدة بيانات كرة القدم.إي يو (الإنجليزية)
- جيري بيرن على موقع ناشيونال فوتبول تيمز (الإنجليزية)

- الموقع الرسمي